# Ница (река)
Ница́ (сиб. 
Неуци) — река в Свердловской области России, правый приток Туры (бассейн Оби).

## География
Река Ница образуется при слиянии Нейвы и Режа. Длина Ницы — 262 км (с рекой Нейвой — 556 км), площадь бассейна — 22 300 км². Течёт по Западно-Сибирской равнине.
Питание реки смешанное, с преобладанием снегового. Средний расход у города Ирбит (165 км от устья) 42,5 м³/с. Замерзает в конце октября — начале ноября, вскрывается в конце апреля. Несудоходна.
Ница протекает в пределах Свердловской области, по землям Алапаевского и Ирбитского районов, города областного значения Ирбита, Байкаловского и Слободо-Туринского районов.

## Притоки

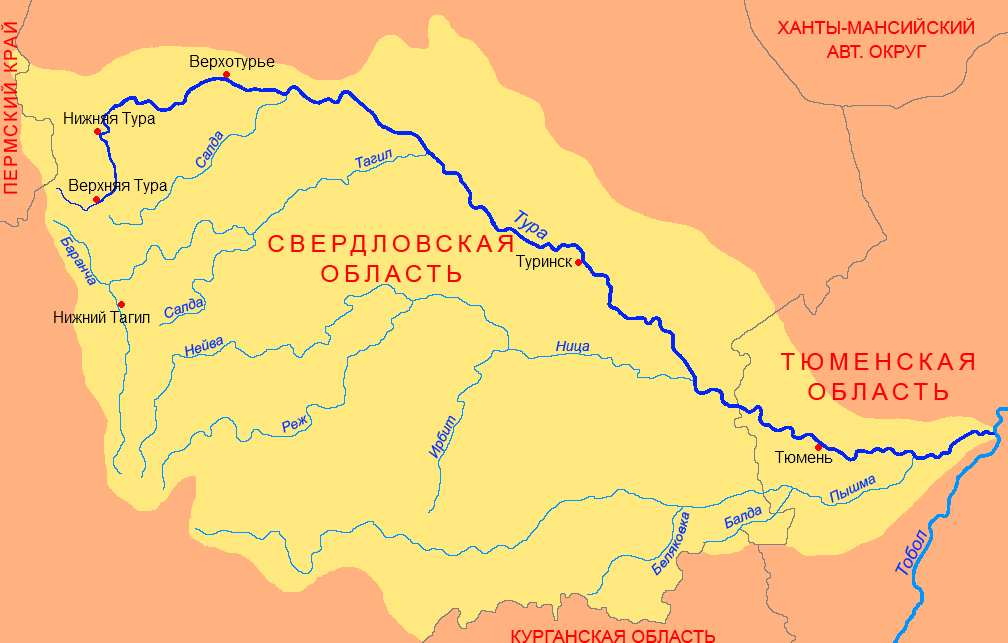
Бассейн Туры

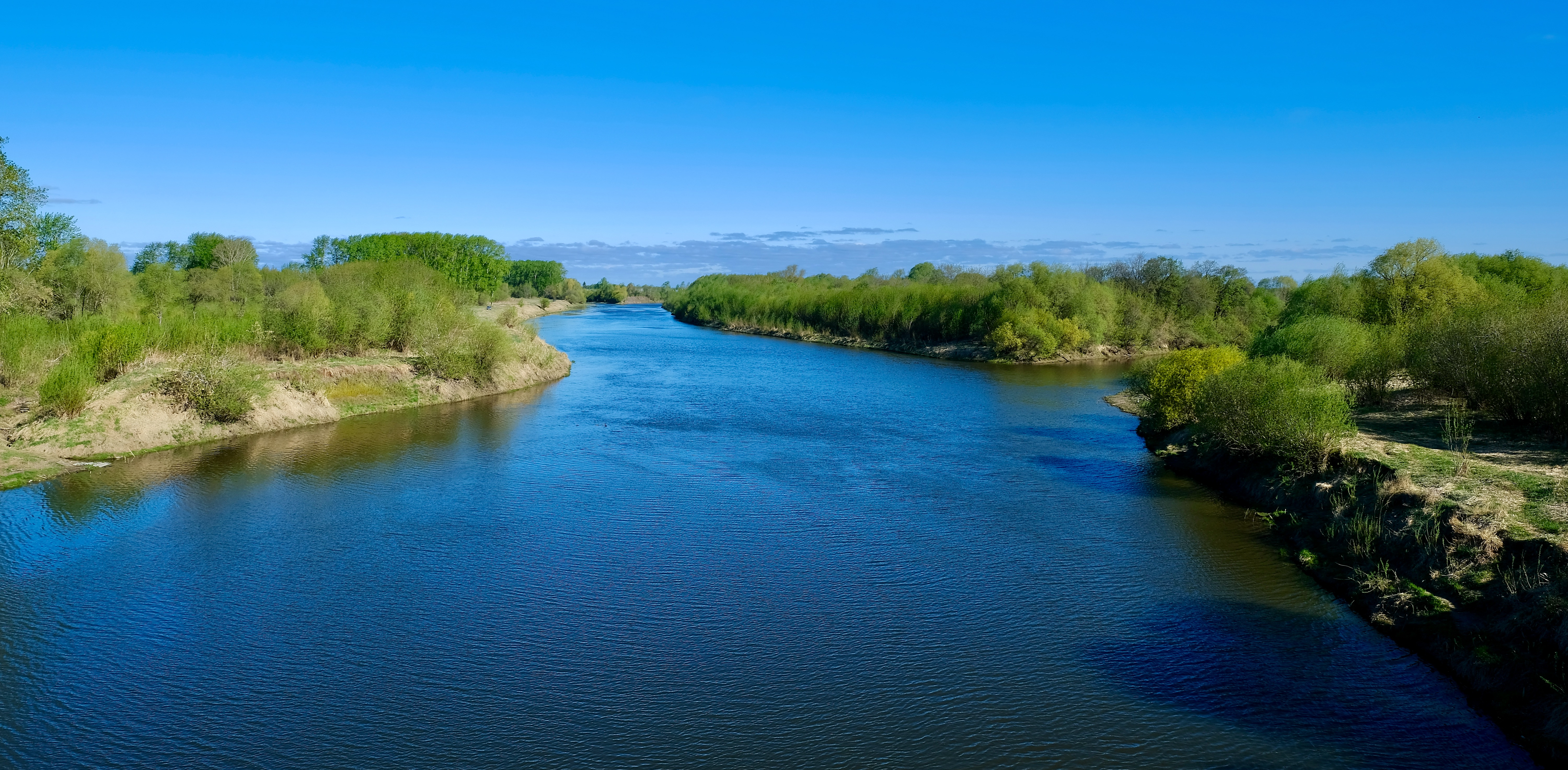
В Ирбите

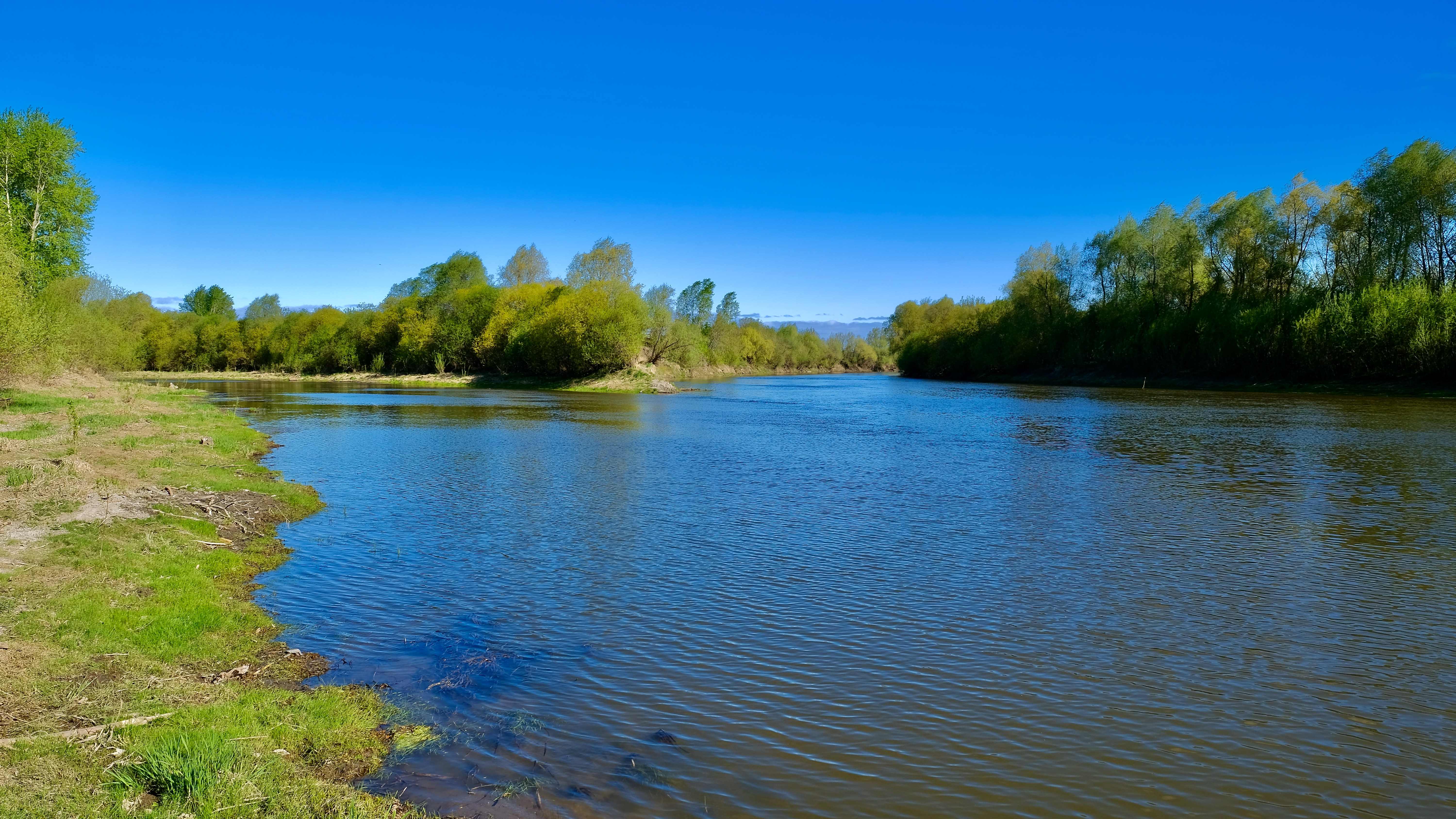
Устье Ирбита

Основные реки-притоки Ницы (указаны расстояния от устья Ницы; стрелки показывают, левый или правый приток):
→ 12 км: Межница
→ Мизинка
→ 31 км: Бобровка
← Яртакуст
→ 56 км: Иленка
← 89 км: Обуховка
← 112 км: Чубаровка
→ 126 км: Кирга
← 129 км: Мурза
→ 143 км: Старица
→ 165 км: Ирбит
← 202 км: Есаулка
← 215 км: Косогорка
← 222 км: Татарка
→ 231 км: Кокуйка
← 235 км: Боровая
← 245 км: Поваренка
← 254 км: Чёрная
→ 262 км: Реж
← 262 км: Нейва

## Населённые пункты
На Нице расположены населённые пункты (от истока к устью): 
- деревня Михалёва,
- деревня Бунькова,
- село Голубковское,
- деревня Соколова,
- село Рудное,
- деревня Кокуй,
- деревня Удинцева,
- деревня Чувашёва,
- село Ницинское,
- село Ерёмина,
- село Ключи,
- деревня Курьинский,
- деревня Девяшина,
- деревня Филина,
- деревня Кривая,
- деревня Пиневка,
- деревня Бердюгина,
- деревня Бузина,
- деревня Трубина,
- город Ирбит,
- деревня Лиханова,
- деревня Дубская,
- село Кирга,
- деревня Нижняя,
- деревня Большая Милькова,
- деревня Шушарина,
- деревня Бессонова,
- село Чубаровское,
- деревня Менщикова,
- деревня Зырянская,
- село Елань,
- село Городище (Байкаловский район)
- деревня Яр,
- деревня Игнатьева,
- деревня Макушина,
- деревня Власова,
- село Городище,
- деревня Красный Бор,
- деревня Боровикова,
- деревня Субботина,
- деревня Нижняя Иленка,
- деревня Юрты,
- деревня Гуляева,
- деревня Скоморохова,
- село Ницинское,
- деревня Ивановка,
- село Краснослободское,
- посёлок Рассвет,
- деревня Ерзовка,
- село Усть-Ницинское.